# Prasklice
Prasklice (deutsch Prasklitz) ist eine Gemeinde in Tschechien. Sie liegt drei Kilometer nordwestlich von Morkovice-Slížany und gehört zum Okres Kroměříž.

## Geographie
Prasklice befindet sich in den nördlichen Ausläufern des Littentschitzer Hügellandes am Übergang zur Obermährischen Senke (Hornomoravský úval). Das Straßendorf erstreckt sich an den Hängen beiderseits des Baches Švábský potok. Nördlich erhebt sich der Křéby (277 m) und im Nordosten der Vejvaň (298 m). Einen reichlichen Kilometer gegen Osten verläuft die stillgelegte Bahnstrecke Nezamyslice–Morkovice.
Nachbarorte sind Mořice und Unčice im Norden, Uhřice im Nordosten, Pančocha und Počenice im Osten, Morkovice im Südosten, Pornice im Süden, Kratochvíle, Pačlavice und Moravské Málkovice im Südwesten, Dětkovice im Westen sowie  Okluky, Osíčany, Koválovice u Tištína und Tištín im Nordwesten.

## Geschichte
Die erste schriftliche Erwähnung des Gutes Prasklicz und einer Mühle erfolgte im Jahre 1355, als Markvart von Morkovice den Besitz an Markgraf Johann Heinrich verkaufte. In der nachfolgenden Zeit setzte eine deutsche Kolonisation des Dorfes ein. Als Markgraf Jobst von Mähren das Gut 1385 für 580 Schock Prager Groschen an das Olmützer Kapitel verkaufte, wurde es als Prasklice alias Colben bezeichnet. Der deutsche Name Colben wurde später nicht mehr erwähnt. Im Jahre 1464 bestanden in Prasklice ein herrschaftlicher Hof und eine wüste Feste. Am 27. Juni 1603 verkaufte das Domkapitel seinen Anteil an Prasklice für 4000 Gulden an Bohuš von Zástřizl, der bereits den anderen Anteil besaß und 1618 das gesamte Gut an seine Herrschaft Morkovice anschloss. Zu Beginn des 17. Jahrhunderts bestand das Dorf aus 31 Wirtschaften. Während des Dreißigjährigen Krieges verödete Prasklice. Noch im Jahre 1667 lagen 15 Anwesen wüst und weitere zwei standen als neubesiedelt noch in der Frist. Zu den nachfolgenden Besitzern gehörten die Grafen Braida, sie verkauften 1769 die herrschaftliche Mühle. 1788 wurde in dem Dorf eine Schule eingerichtet, tatsächlich wurde der Unterricht jedoch erst 1806 nach der Fertigstellung eines Schulhauses aufgenommen. 1837 ließ der Morkovicer Gutsherr František Ariola eine neue Schule an anderer Stelle errichten. Bis zur Mitte des 19. Jahrhunderts blieb Prasklice immer nach Morkovice untertänig.
Nach der Aufhebung der Patrimonialherrschaften bildete Prasklice / Prasklitz ab 1850 eine Gemeinde in der Bezirkshauptmannschaft Kroměříž. 1852 wurde der hölzerne Glockenturm auf dem Dorfanger abgebrochen und an seiner Stelle eine Kapelle errichtet, die 1857 der hl. Anna geweiht wurde. Am 16. Mai 1856 brach in Prasklice ein Großfeuer aus; dabei starben zwölf Einwohner und 22 Gebäude wurden zerstört. Zum Ende des 19. Jahrhunderts verwendete die Gemeinde auch alternativ den Namen Prasklesy. Im Jahre 1900 hatte das Dorf 518 Einwohner. Die Schule wurde 1901 für 16.000 Kronen für einen zweiklassigen Unterricht erweitert und im Jahre 1907 waren 116 Kinder eingeschult. Im Jahre 1902 wurde in Prasklice eine eigene Pfarre eingerichtet. Mit Beginn des Jahres 1961 wurde Prasklice mit Uhřice zu einer Gemeinde Uhřice-Prasklice zusammengeschlossen. Zum Ende des Schuljahres 1981/82 wurde der Unterricht in Prasklice eingestellt und die Kinder wurden nach Morkovice umgeschult. Später erfolgte der Umbau des Schulhauses zum Gemeindeamt. Die Gemeinde Uhřice-Prasklice löste sich zum 1. Jänner 1992 wieder auf.

## Wappen
Beschreibung: Das Wappen ist in Rot und Grün gespalten mit zwei goldenen aus dem Spalt wachsenden abgekehrten Einhörnern und einer silbernen Florentiner Lilie mit gestielten Lilien.

## Ortsgliederung
Für die Gemeinde Prasklice sind keine Ortsteile ausgewiesen.

## Sehenswürdigkeiten
- Kirche der hl. Anna, erbaut zwischen 1872 und 1891 anstelle einer Kapelle aus dem Jahre 1857, die als Presbyterium erhalten blieb
- Steinernes Kreuz vor der Kirche, geschaffen 1866
- Ehemaliges Pfarrhaus, errichtet 1898
- Naturdenkmal, Naturreservat und archäologische Fundstätte Křéby, nördlich des Dorfes